# Білоус Андрій Михайлович
Андрі́й Миха́йлович Білоу́с (нар. 26 листопада 1982 — пом. 30 жовтня 2014) — солдат 24-ї окремої механізованої бригади Збройних Сил України, учасник російсько-української війни.

## Життєпис
Проживав у селі Чесники. Закінчив Рогатинський державний аграрний коледж, працював у сільськогосподарському виробничому кооперативі ім. Грушевського.
Призваний під час третьої хвилі мобілізації 30 серпня 2014 року та призначений на посаду старшого механіка-водія 12-ї механізованої роти 4-го механізованого батальйону 24-ї окремої механізованої бригади.
Загинув 30 жовтня близько 15:40 поблизу села Кримське Луганської області під час мінометного обстрілу — прикрив свого командира. Під час обстрілу загинув і лейтенант Юрій Новіцький.
Похований у селі Чесники 5 листопада 2014 року.
Залишились мама, дружина, двоє дітей, брат Микола, сестра Світлана.

## Нагороди та вшанування
- Указом Президента України № 144/2015 від 14 березня 2015 року, «за особисту мужність і високий професіоналізм, виявлені у захисті державного суверенітету та територіальної цілісності України», нагороджений орденом «За мужність» III ступеня (посмертно)[1].
- 31  січня 2016 року в Пуківській ЗОШ відкрито меморіальну дошку випускникові Андрію Білоусу[2].